# XD 픽처 카드

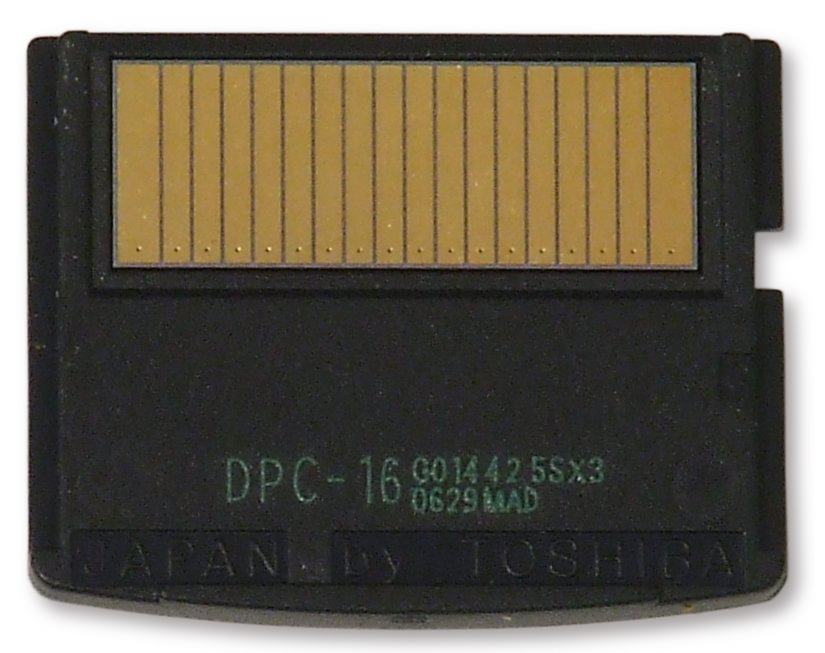
18개의 핀을 보여 주는 xD 카드의 뒷면

xD 픽처 카드(xD-Picture Card)는 디지털 카메라에 주로 쓰이는 플래시 메모리 카드이다. xD는 원래 익스트림 디지털(extreme Digital)을 대표하는 말이다. 이 카드들은 올림푸스와 후지필름이 개발한 것으로, 2002년 7월에 시장에 첫 선을 보였다. 도시바와 삼성 전자는 올림푸스와 후지필름의 카드들을 제조하고 있다. xD 카드들은 이제 코닥, 샌디스크, PNY, 렉사를 비롯한 다른 브랜드 이름을 단 채 팔리고 있다. 2008년 기준으로 xD 카드는 16 MiB부터 2 GiB에 이르는 용량으로 판매하였다.
2009년 6월에 올림푸스는 올림푸스 PEN E-P1 카메라를 출시하면서 xD 카드에서 벗어나서 SD 메모리 카드만 지원하고 있다.

## 타입 M/M+ 및 타입 H 카드

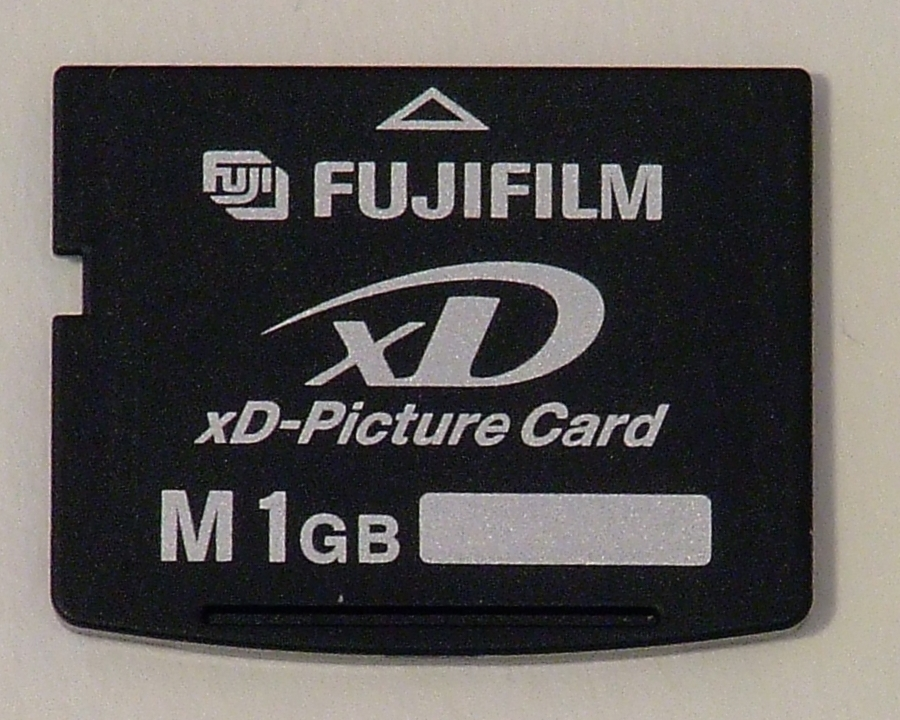
xD 픽처 카드, 1 GiB, 타입 M

xD 카드는 원래 16 MiB부터 512 MiB에 이르는 용량으로 판매되었다. 2005년 2월에 출시된 타입 M 카드는 이론적으로 8 GiB까지의 용량을 지원하는 멀티 레벨 셀 (MLC) 구조를 사용하였다. 타입 M 카드들은 256 MiB에서 2 GiB에 이르는 용량으로 판매된다. 그러나 타입 M은 읽기-쓰기 속도가 본래 출시된 타입의 카드보다 속도가 더 느리다.

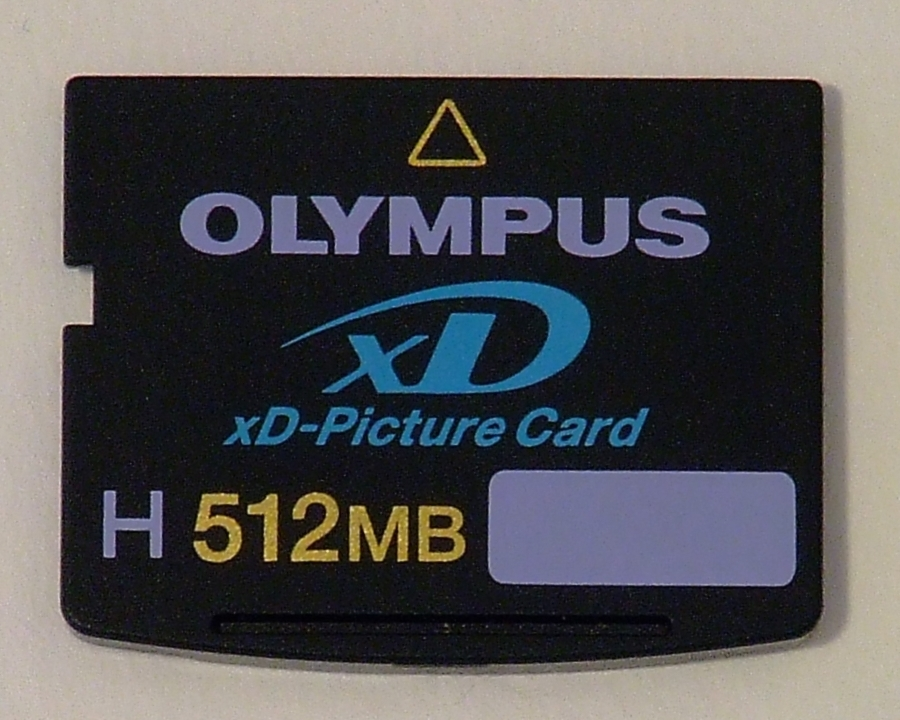
xD 픽처 카드, 512 MiB, 타입 H

2005년 11월에 처음 출시된 타입 H 카드는 타입 M 카드보다 데이터 전송 속도가 더 빨랐다. (이론적으로 3배 더 빠름)
2008년에 타입 H 카드는 256 MiB, 512 MiB, 1 GiB, 2 GiB의 용량으로만 출시되었다. 후지필름과 올림푸스 둘 다 생산 비용이 높다는 까닭에 2008년에 타입 H 카드의 생산을 중단하였다..
2008년 4월에 처음 출시된 타입 M+ 카드는 타입 M 카드에 비해 데이터 전송 속도가 1.5배나 더 빠르다. 2008년 기준으로 이 카드들은 1, 2 GiB의 용량으로만 판매된다.
올림푸스는 자사의 xD 카드들은 일부 구형 올림푸스 카메라를 사용할 때 특별한 "사진 효과"를 지원한다고 언급하였다.
그러나 이러한 소프트웨어 기능들은 본래 하드웨어에 의존하는 것은 아니다. 그러나 타입 H, M+ 카드들은 새로운 모델에서 높은 속도의 영상을 캡처할 것을 요구받고 있다. (초당 30프레임의 640x480 해상도) 카드의 저장 구조가 바뀐 까닭에 더 새로운 타입 M과 H 카드는 호환성 문제로 일부 더 오래된 카메라를 사용할 때(특히 영상 녹화시) 골머리를 썩고 있다. 호환성 목록은 올림푸스 웹사이트에서 참조할 수 있다: Olympus America’s, Fujifilm’s. 더 새로운 카드들은 일부 카드 리더 장치와 호환되지 않는다.

## 이론 전송 속도
카메라를 PC에 연결하거나, 카메라에서 카드를 빼서 카드 리더 장치에 삽입하면 디지털 카메라의 xD 카드에서 개인용 컴퓨터로 사진을 전송할 수 있다. 카메라를 직접 PC에 연결하든지, 아니면 카드를 카드 리더 장치에 삽입하든지 관계 없이 둘 다 컴퓨터 상에는 이미지 파일이 들어 있는 대용량 기억 장치로 보인다. (다만 소프트웨어나 펌웨어에 따라 이러한 표시 방식은 다를 수 있다.)
| 종류 | 쓰기 속도 (MiB/초) | 읽기 속도 (MiB/초) | 사용 가능한 용량 | 사용 가능한 용량 | 사용 가능한 용량 | 사용 가능한 용량 | 사용 가능한 용량 | 사용 가능한 용량 | 사용 가능한 용량 | 사용 가능한 용량 |
| ---- | ------------------ | ------------------ | ---------------- | ---------------- | ---------------- | ---------------- | ---------------- | ---------------- | ---------------- | ---------------- |
| 종류 | 쓰기 속도 (MiB/초) | 읽기 속도 (MiB/초) | 16 MB            | 32 MB            | 64 MB            | 128 MB           | 256 MB           | 512 MB           | 1 GB             | 2 GB             |
| 표준 | 1.3                | 5                  | O                | O                | X                | X                | X                | X                | X                | X                |
| 표준 | 3                  | 5                  | X                | X                | O                | O                | O                | O                | X                | X                |
| M    | 2.5                | 4                  | X                | X                | X                | X                | O                | O                | O                | O                |
| H    | 4                  | 5                  | X                | X                | X                | X                | O                | O                | O                | O                |
| M+   | 3.75               | 6                  | X                | X                | X                | X                | X                | X                | O                | O                |

## 경쟁 포맷과의 비교

### 이점
- 메모리 스틱 (MS)과 비교해 빠르다.

### 단점
- 다른 메모리 카드 포맷에 상대적으로 최대 용량이 작은 편이다.
  - 1세대 xD 카드는 최대 용량이 512 MiB였으며, 이후 타입 M이 이론적으로 최대 용량이 8 GB로 늘어나긴 했지만, 시중에 2 GiB보다 큰 용량이 출시된 적이 없다.
- 물리적으로 SD 카드와 메모리 스틱보다 작지만, 마이크로SD, 메모리 스틱 마이크로 같은 소형판 카드들보다는 크다.
- xD 카드를 지원하는 카메라, 카드 리더기가 많지 않다.[7]
- 포맷 자체가 후지필름과 올림푸스 소유로, 규격에 대한 정보가 비공개이며 추가 기능도 사용할 수 없다.
  - 반면, 콤팩트플래시 포맷은 완전히 자유로운 오픈 규격이며 SD 포맷의 일부 규격도 매우 쉽게 찾아볼 수 있다.

## 같이 보기
- 메모리 카드